# 梅勒梅克鎮區 (密蘇里州登特縣)
梅勒梅克鎮區（英語：Meramec Township）是位於美國密蘇里州登特縣的一個行政鎮區。

## 地方資料
梅勒梅克鎮區的面積為120.43平方千米，當中陸地面積為120.16平方千米，而水域面積為0.27平方千米。根據2020年美國人口普查的數據，當地共有人口317人，而人口密度為每平方千米2.63人。